# 霍尔达
霍尔达（Holda），又称霍勒，佩尔赫塔、贝尔塔，是日耳曼神话中圣诞夜出现的巫婆(在德国南部及奥地利一带)，她在新年夜晚带着“野猎”队在天空飞翔。有时也是一个善良妇女的形象，身穿白衣，向好人分赠礼物，惩罚恶人，尤其是惩罚懒散的纺织娘。霍尔达是未受洗礼的婴儿死后的守护神。同时她又保护着古代自然神的形象。据云，她似乎同气候现象有关。下雪就是她拍打羽毛垫时飞起的绒毛，阴雨连绵的天气过后露出阳光时，就是她晾晒自己的头巾的时候。